# Keulenpolyp
Der Keulenpolyp (Cordylophora caspia, Syn.: C. lacustris Allman) wird auch Affenhaar genannt und ist ein Kolonien bildender Brackwasserpolyp, der als Neozoon aus dem Kaspischen Meer weltweit verbreitet wurde. Der Polyp lebt räuberisch und besiedelt zumeist hartes Substrat.

## Merkmale
Cordylophora caspia bildet aus Polypenstöcken bestehende Kolonien, die auf Hartsubstraten am Gewässergrund aufsitzen. Kolonien bestehen aus wurzelartig kriechenden, Stolonen genannten Röhren, die von einer braunen, Perisarc genannten stabilen Hülle umschlossen werden. Aus diesen erheben sich gelblich gefärbte, aufrecht stehende, büschelartig verzweigte Polypenstöcke, die meist etwa drei, im Maximum etwa 10 Zentimeter Höhe erreichen können. Jeder Stock verzweigt in etwa 40 Polypenstiele (Hydranthophoren), das Verzweigungsmuster kann je nach Umweltbedingungen gleichmäßig sein, oder es entsteht eine langgestreckte Hauptachse mit kurzen Seitenzweigen. Die weiß bis blassrosa gefärbten Einzelpolypen sitzen am Ende der Polypenstiele, sie werden nicht vom Perisarc umhüllt. Einzelpolypen (Hydranthen, wegen der Ähnlichkeit zu Hydra) sind im Umriss keulen- oder spindelförmig, sie können sich bei Störungen zusammenziehen. Sie erreichen etwa 1 bis 2 Millimeter Länge. Am Ende besitzen sie eine Hypostom genannte Struktur, die die Mundöffnung trägt. Die Tentakel sitzen bei Cordylophora weder ringförmig die Mundöffnung umgebend noch in bänderartigen Zonen konzentriert (wie bei Pachycordyle), sondern verstreut am Polypenkörper. Jeder Polyp trägt 14 bis 16 (maximal bis zu 27) Tentakel, die etwa 1,4 Millimeter Länge erreichen. An seitlichen Aussprossungen des Polypenstiels entstehen die Gonophoren genannten Geschlechtsindividuen, die wie die Einzelpolypen (Hydranthen) Zooide, also Individuen innerhalb der gemeinsamen Kolonie, sind. Die Gonophoren sind elliptisch geformt und vom Perisarc eingeschlossen. Die reifen Geschlechtszellen (Gameten) werden durch eine zentrale Öffnung entlassen. Cordylophora ist getrenntgeschlechtlich, es gibt also männliche und weibliche Individuen.
Reife, begattete Gameten bilden eine Planulalarve aus, die herumschwimmt, bis sie einen geeigneten Lebensraum gefunden hat. Hier setzt sie sich fest und begründet eine neue Kolonie. Alternativ können sich Kolonien auch asexuell vegetativ vermehren. Ein Medusenstadium fehlt bei der Art.

## Ökologie und Lebensweise

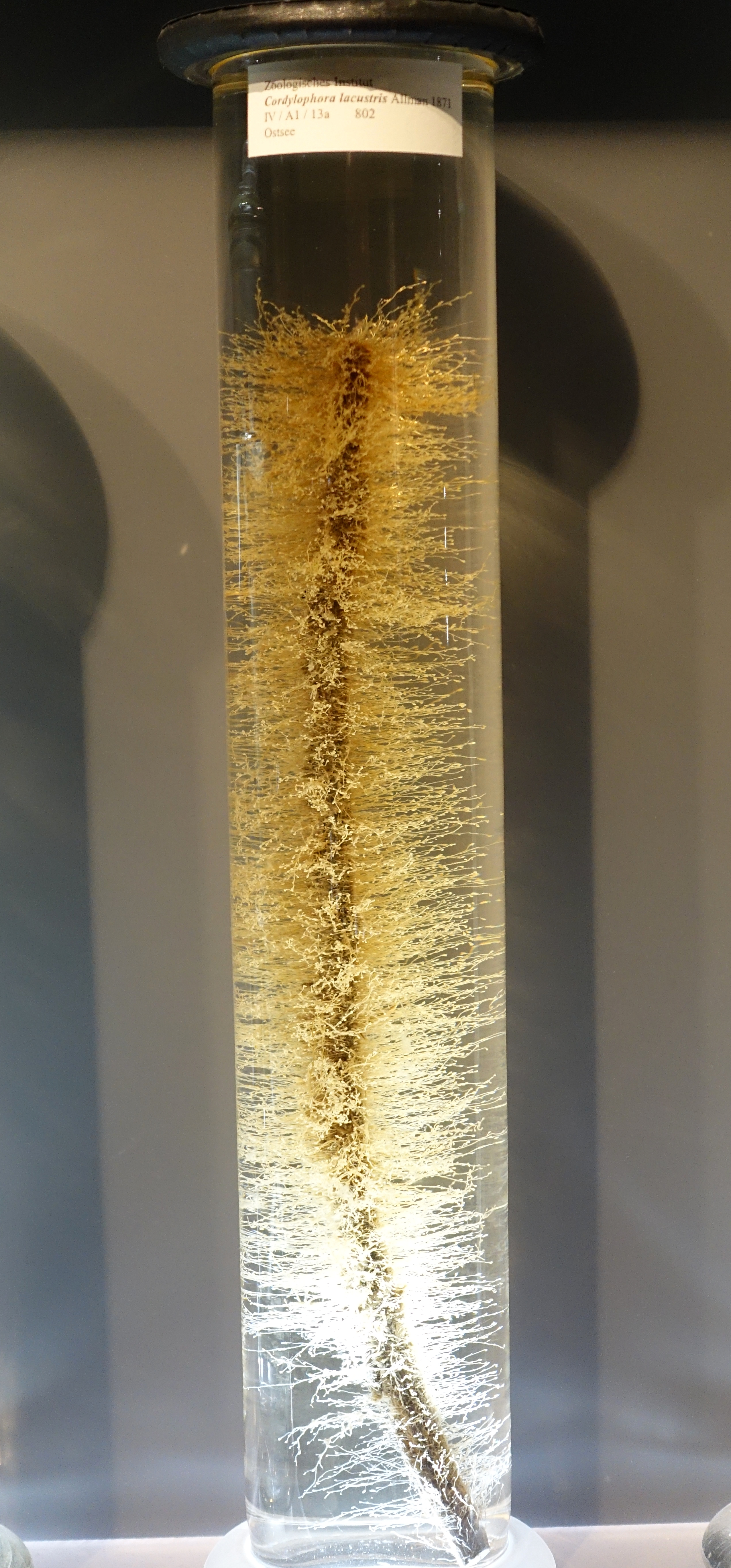
Präparat im Museum für Naturkunde, Berlin

Cordylophora caspia ist eine Art des Brackwassers, kann aber auch in reinem Süßwasser leben, wobei dann Gewässer mit relativ hohen Ionengehalten bevorzugt werden. Es gibt Hinweise darauf, dass die im Süßwasser und im Brackwasser lebenden Ökotypen genetisch verschieden sind und möglicherweise kryptische Arten ausbilden. Die Art ist in Bezug auf die Wassertemperatur nicht wählerisch und kommt von subtropischen und temperaten bis in boreale Gewässer vor.
Als Hartsubstratbesiedler kann Cordylophora auf den Rümpfen von Schiffen aufwachsen (Fouling genannt) und wird so leicht in neue Gewässer und Lebensräume verschleppt.

## Probleme
Vorwiegend durch Schifffahrt und Kanalbau wurde und wird die Art nahezu weltweit verbreitet. In Europa ist sie seit Mitte des 20. Jahrhunderts in fast allen Mündungsbereichen der ins Meer mündenden Flüsse verbreitet, in großen Flüssen auch bis weit ins Inland hinein. Die Art ist, vermutlich über die neu gebauten Kanäle, in die Küstengewässer der Ostsee eingewandert (Erstnachweis: 1870). Im Ästuar der in die Nordsee mündenden Elbe wurde sie schon 1858 erstmals registriert. Die Art breitet sich weiter aus. So wurde 2001 der Balaton in Ungarn erreicht. In Nordamerika (Massachusetts) war der Erstnachweis 1860, heute ist die Art vor allem im Gebiet der Großen Seen problematisch.
Das Auftreten von Affenhaar stellt wegen seiner langen „Fasern“ ein erhebliches Problem dar bei der Bereitstellung von Kühlwasser für Wärmeübertrager und Kondensatoren, da ohne vorgeschalteten Filter die Rohre solcher Apparate sehr schnell verstopfen. Unter verfahrenstechnischen Gesichtspunkten gehört die Verschmutzung durch Affenhaar zum Makrofouling.

## Phylogenie und Taxonomie
Die Art wurde, als Tubularia caspia, im Jahr 1771 durch den Naturforscher Peter Simon Pallas erstbeschrieben. Die durch Allman 1844 beschriebene Cordylophora lacustris, die Typusart der Gattung Cordylophora, gilt als synonym dazu. Aufgrund der hohen morphologischen Plastizität, der weiten Verschleppung in neue Lebensräume und gewisser Differenzen zwischen Süß- und Brackwasserformen ist die Abgrenzung der Art schwierig. Zeitweise wurden innerhalb der Gattung bis zu acht Arten unterschieden, viele Bearbeiter betrachten aber Cordylophora caspia als einzige Art.
Die Art wird der Familie Oceaniidae (manchmal Oceanidae geschrieben) zugeordnet, der Name Cordylophoridae ist nach verbreiteter Auffassung synonym dazu, wozu es abweichende Ansichten gibt (es gibt auch verschiedene Ansichten bezüglich der Validität dieser Namen). Sie gehören zu einer morphologisch gut abgrenzbaren, Filifera genannten Gruppe der Hydrozoen. Die Abgrenzung der Familien nach morphologischen Merkmalen ist dabei schwierig. Nach genetischen Daten ist Cordylophora nahe verwandt zur ebenfalls im Süßwasser lebenden Gattung Pachycordyle. Die Familien sind vermutlich keine monophyletischen Einheiten.